# فریا، اسپانیا
فریا (به اسپانیایی: Feria, Badajoz) یک شهرستان در اسپانیا است که در استان باداخس واقع شده‌است.